# Municipio de Dover (Dakota del Norte)
El municipio de Dover (en inglés: Dover Township) es un municipio ubicado en el condado de Griggs en el estado estadounidense de Dakota del Norte. En el año 2010 tenía una población de 46 habitantes y una densidad poblacional de 0,5 personas por km².

## Geografía
El municipio de Dover se encuentra ubicado en las coordenadas 47°16′37″N 98°23′38″O / 47.27694, -98.39389. Según la Oficina del Censo de los Estados Unidos, el municipio tiene una superficie total de 91.55 km², de la cual 91,15 km² corresponden a tierra firme y (0,44 %) 0,4 km² es agua.

## Demografía
Según el censo de 2010, había 46 personas residiendo en el municipio de Dover. La densidad de población era de 0,5 hab./km². De los 46 habitantes, el municipio de Dover estaba compuesto por el 97,83 % blancos, el 2,17 % eran amerindios. Del total de la población el 0 % eran hispanos o latinos de cualquier raza.